# Strada europea E584
La strada europea E584 è una strada europea che collega Poltava a Slobozia. Come si evince dalla numerazione, si tratta di una strada di classe B posta nell'area delimitata a nord dalla E50, a sud dalla E60, ad ovest dalla E85 e ad est dalla E95.

## Percorso
La E584 è definita con i seguenti capisaldi di itinerario: "Poltava - Kropyvnyc'kyj - Chișinău - Giurgiulești - Galați - Slobozia".